# Porosalvania
Porosalvania là một chi ốc biển nhỏ, là động vật thân mềm chân bụng sống ở biển trong họ Rissoidae.

## Các loài
Các loài trong chi Porosalvania gồm có:
- Porosalvania angulifera Gofas, 2007[3]
- Porosalvania decipiens Gofas, 2007[4]
- Porosalvania diaphana Gofas, 2007[5]
- Porosalvania hydrobiaeformis Gofas, 2007[6]
- Porosalvania profundior Gofas, 2007[7]
- Porosalvania semisculpta Gofas, 2007[8]
- Porosalvania solidula Gofas, 2007[9]
- Porosalvania vixplicata Gofas, 2007[10]